# Transports et patrimoine ferroviaires
Transports et patrimoine ferroviaires, est une revue française d'information ferroviaire. Elle présente, tous les deux mois depuis 1957, l'histoire et l'actualité des chemins de fer, touristiques, secondaires, urbains et industriels d'où qu'ils soient.

## Revue associative

### Historique
La Fédération des Amis des chemins de fer secondaires (FACS), fondée en 1957, a créé à la même année la revue Chemins de fer secondaires, 
- en 1957, création de la revue Chemins de fer secondaires,
- en 1969, elle change de titre pour devenir Chemins de fer régionaux et urbains
- en 2006, elle prend son nom  Chemins de fer régionaux et tramways.
- en 2021, elle prend le nom actuel de Transports & patrimoine ferroviaires (n° 404)

De 2007 à 2013 la revue est coéditée par la FACS et l'UNECTO, ancien groupe interne qui a pris son indépendance en devenant une association autonome. Depuis 2014, la FACS est seule éditrice de la revue qui reste toutefois le vecteur éditorial de l'UNECTO.

Cette revue bimestrielle est rédigée et composée par des bénévoles depuis sa création. À partir du n° 319, elle adopte une composition en 36 pages dont 20 en couleurs. À partir du n° 334, elle adopte une composition totalement en couleur et à partir du n° 355 (2013) une composition de 40 pages minimum . En 2011, elle adopte également la diffusion numérique (voir site officiel). En 2018, la composition passe à 60 pages. En 2021 la première livraison porte le n° 403.

### Ligne éditoriale & contenu
Moyen de communication et d'information, entre les membres des associations, mais aussi pour le public intéressé par les chemins de fer, la revue est naturellement l'expression de la passion qui anime ses créateurs. Sauver le patrimoine ferroviaire et financer les restaurations et conservations des lignes de chemin de fer et du matériel roulant ferroviaire, en faisant partager le public avec notamment, la création et l'animation de trains touristiques et musées. 
Au fil du temps la revue s'est enrichie en contenu, iconographie et illustrations. Chaque numéro comporte au moins un article historique richement illustré et des articles de l'actualité des transports régionaux et urbains, des chemins de fer touristiques et des musées de France, et du monde.

## Anciens numéros
Ces archives constituent une somme d'informations, notamment sur l'histoire des chemins de fer secondaires et des tramways, indispensable pour toute personne concernée par ces sujets. Un index des anciens numéros, encore disponibles, à partir du n° 112 de 1972, figure sur le site internet de la revue.

### Revues ronéotypées
- N° 1 à 65,
- N° 28,  Le tramway Pithiviers-Toury
- N° 30,  Les chemins de fer rhétiques (Suisse)
- N° 49,  Le Meusien (1)
- N° 50,  Le Meusien (2), le chemin de fer Bière - Apples - Morges (Suisse)
- N° 51,  Les chemins de fer de Normandie
- N° 52,  Les chemins de fer départementaux de Seine-et-Marne
- N° 53,  Pinguely et Tubize
- N° 56,  Les chemins de fer départementaux du Tarn
- N° 57,  Les chemins de fer de la banlieue de Reims
- N° 60,  Les chemins de fer du Calvados
- N° 61,  Les tramways de Dusseldorf, les automotrices Duwag
- N° 62,  Chemins de fer secondaires en Grande-Bretagne
- N° 63,  Chemins de fer départementaux,
- N° 64,  Decauville, exposition de 1889,

### Revues imprimées
- N° 66, Chemins de fer de Grande Banlieue (1),
- N° 67, Les tramways de la Corrèze
- N° 68, Chemins de fer départementaux de la Haute-Vienne(1), les tramways du Luxembourg
- N° 69, Chemins de fer départementaux de la Haute-Vienne(2), chemin de fer de l'Uetliberg (CH)
- N° 70, L'électrique Lille-Roubaix-Tourcoing
- N° 71, Les tramways de Rouen,
- N° 72, Chemins de fer de Grande Banlieue (2)
- N° 73, Chemins de fer de Grande Banlieue (3)
- N° 74, Chemins de fer de Grande Banlieue (4)
- N° 75, Les tramways de Bourges
- N° 76, Les premières locomotives à vapeur suisses pour crémaillère, les tramways de Limoges
- N° 77, Les tramways de l'Artois
- N° 78, Chemins de fer de Grande Banlieue et la desserte des halles centrales de Paris
- N° 79, Chemin de fer d'intérêt local du territoire de Belfort
- N° 80, Les transports urbains modernes
- N° 81, La traction électrique sur les voies navigables
- N° 82, Chemin de fer Foulain - Nogent en Bassigny
- N° 83, Chemin de fer Cormeilles-Glos Montfort, tramways d'Esch (Luxembourg)
- N° 84, Chemin de fer Cormeilles-Glos Montfort, l'étoile de Bilbao
- N° 85, Les tramways de Rodez
- N° 86, Chemins de fer régionaux en Europe
- N° 87, Le réseau breton
- N° 88, Chemin de fer Trento - Male
- N° 89, Le Waldenburgbahn
- N° 90, Les autorails Renault
- N° 91, Les tramways de la Sarthe
- N° 93, Le PO-Corrèze
- N° 94, Les chemins de fer secondaires d'Indre-et-Loire, réseau Nord
- N° 95, Les chemins de fer secondaires d'Indre-et-Loire, réseau Sud
- N° 96, Les voies ferrées des Pyrénées
- N° 97, Monorail système Lartigue, tramways de Saint-Quentin
- N° 98, Les tramways de Tours
- N° 99, Le chemin de fer en Eure-et-Loir
- N° 100, Numéro spécial, divers articles dont les origines des chemins de fer secondaires
- N° 101, Les tramways de la Banlieue Sud Est
- N° 102, Transports en commun à Metz
- N° 103, Le chemin de fer en Savoie, (tramways de Chambéry, Aix-les-Bains et chemin de fer du Mont Revard)
- N° 104, Les transferts de tramways en France
- N° 105, Les tramways du Havre
- N° 106, Chemin de fer du Mont-Rigi
- N° 107, Les réseaux des Pays-Bas et d'Autriche
- N° 108, Les autorails Billard
- N° 109, La ligne Lugano Ponte Stresa
- N° 110, Les tramways d'Ille-et-Vilaine
- N° 111, Le matériel auxiliaire du métro
- N° 112, Les transports urbains modernes
- N° 113, Tramways à vapeur du Tarn
- N° 114, Locomotives à vapeur de Bosnie-Herzégovine
- N° 115, impressions d'un musée aux États-Unis (Steamtown)
- N° 116, Tramways à vapeur Loir-et-Cher
- N° 117, les dépôts de tramways de Paris et banlieue
- N° 118, Tramways électriques du Loir-et-Cher
- N° 119, La desserte de l'agglomération Lilloise
- N° 120, Les voies ferrées départementales du Midi
- N° 121, Le tramways d'Écully
- N° 122, Tramways Paris Saint-Germain (vapeur)
- N° 123, Tramways Paris Saint-Germain (électrique)
- N° 124, Les voies étroites du Colorado
- N° 125, Chemins de fer départementaux, réseau du Vivarais
- N° 126, Le tramway de la Baule, le tramway Vichy - Cusset
- N° 127, Le tramway La Trinité - Éthel
- N° 128, Les tramways du Loiret
- N° 129, Les tramways modernes en Amérique du Nord
- N° 130, Le métro de Paris (matériel)
- N° 131, Chemins de fer des Côtes-du-Nord
- N° 132, Les voies ferrées de Bayonne Biarritz
- N° 133, Chemins de fer à travers le Jura français
- N°134, Le tramway de Pithiviers à Toury
- N° 135, Le tramways du Tréport,la traction électrique dans les mines,
- N° 136 & 137, Chemins de fer à voie étroite du Grand Duché du Luxembourg (1) & (2)
- N° 138, Le tramway d'Orléans
- N° 139, Le tramway de Royan
- N° 140, Transports publics en Île-de-France
- N° 141, La ligne de Chamonix et matériel
- N° 142, Le tramway de Dijon
- N° 143, Chemins de fer de Camargue
- N° 144, Les tramways de Versailles
- N° 145, Le RER dans Paris
- N° 146, Chemins de fer du Sud France (1)
- N° 147, Un constructeur : Harel de la Noë;
- N° 148, Chemins de fer de Majorque
- N° 149, Chemin de fer Toulouse, Castres, Rével
- N° 150, Chemins de fer du Sud France (2), les tramways des Alpes-Maritimes
- N° 151, Les tramways de Quend et de Fort Mahon
- N° 152, Chemins de fer du Morbihan
- N° 153, Chemins de fer de Normandie
- N° 154, Les tramways Tatra
- N° 155, Chemins de fer départementaux de la Côte-d'Or
- N° 156, Chemins de fer de Sardaigne
- N° 157, Chemin de fer Chateaubriand - Herbray
- N° 158, Les motrices "Peter White" des tramways de Milan
- N° 159 & 160, Chemins de fer du Beaujolais (1) & (2)
- N° 161, Aux États-Unis : deux crémaillères au superlatif
- N° 162, Les tramways de Mulhouse
- N° 163, Les tramways départementaux des Deux-Sèvres
- N° 164, Les monorails Feurs-Panissières et Listowel-Ballybunion
- N° 165, Chemins de fer de Chamonix au Montenvers
- N° 166, 167 & 168, Chemins de fer de Vendée (1), (2) & (3)

## Distribution
Transports & patrimoine ferroviaires est en vente, chez certains chemins de fer touristiques, quelques boutiques spécialisées et par commande sur son site internet. Il est possible de s'abonner à l'année civile. L'adhésion à FACS - PATRIMOINE FERROVIAIRE offre un tarif préférentiel de l'abonnement. L'adhésion d'un exploitant de chemin de fer touristique à l'Union des exploitants de chemins de fer touristiques et de musées (UNECTO) comprend un abonnement à la revue.